# Corri ragazzo corri (film 1981)
Corri ragazzo corri (Vrchní, prchni!) è un film del 1981 diretto da Ladislav Smoljak.

## Trama
Il protagonista, Dalibor, è un libraio ed è sposato. Il suo negozio gli consente di vivere in modo accettabile ma con uno standard di vita piuttosto basso. Possiede una vettura particolare e molto economica (una Velorex), piccola auto a tre ruote con carrozzeria in tela.
La vita famigliare lo rende una persona frustrata e non disdegna eventuali flirt con le sue clienti o con la sua commessa. Per integrare gli introiti della libreria si inventa un originale sistema per guadagnare qualche "extra".
Vestito in smoking entra nei ristoranti della città, e, con disinvoltura, si sostituisce al cameriere al momento di incassare il conto. Alla moglie invece dice che esce per suonare con alcuni amici in una piccola orchestra.
I vicini di casa, persone strane e curiose, lo tengono sempre sotto controllo. L'artificio inventato da Dalibor non dura a lungo e, dopo un po' di tempo, il libraio viene smascherato da alcuni clienti da lui truffati nei ristoranti.